# Веласкес де Куэльяр, Диего
Дие́го Вела́скес Консуэ́ло де Куэ́льяр (исп. Diego Velázquez de Cuéllar; 1456, Куэльяр, Сеговия — 12 июня 1524, Сантьяго-де-Куба) — испанский конкистадор с титулом аделантадо, завоеватель Кубы.

## Ранние годы жизни
Диего Веласкес де Куэльяр родился в городе Куэльяр (провинция Сеговия) в знатной семье примерно в 1464 году. Куэльяр, откуда вел происхождение Диего Веласкес, был древним и давно захиревшим кастильским городом на полпути между Сеговией и Вальядолидом. Диего Веласкес присутствует в списке тех, кто участвовал в последнем походе против Гранады.

## Переезд в Новый Свет
Участвовал во второй экспедиции Христофора Колумба, прибыл с ним в 1493 году на остров Гаити, после этого не возвращался не только в Куэльяр, но и в Европу. Следует отметить, что роль Веласкеса как заместителя губернатора, управлявшего западной частью острова, является загадкой.
Дон Диего разбогател в Санто-Доминго и вскоре был признан главой новой испанской колонии. Предпринял несколько экспедиций на Юкатан, во Флориду и в Мексику.

## Завоевание Кубы
В 1509 году Диего Колон дал Веласкесу полномочия по завоеванию Кубы, где к нему присоединился Панфило де Нарваэс.
В 1511 году начал завоевание острова Кубы и был назначен его губернатором до своей смерти. Веласкес быстро обосновался на дальнем востоке Кубы, возле Баракоа, где основал первую столицу, названную Асунсьон-де-Баракоа, в 1513 — Сан-Сальвадор-де-Баямо, в 1514 — Сантьяго-де-Куба, Пуэрто-Принсипе, Санкти-Спиритус, Тринидад и Ремедьос, в 1515 — Гавану. Все эти новые города, как и на Эспаньоле, были построены неподалёку от поселений таино. Оформлением необходимых бумаг для их основания занимался, скорее всего, Эрнан Кортес как нотариус.
Пока Веласкес занимался развитием новой колонии, против него выступил Франсиско де Моралес, севилец и протеже Диего Колона. Веласкес взял Моралеса под стражу и отправил его в тюрьму в Санто-Доминго. Среди тех, кто поддерживал Моралеса, был Эрнан Кортес. Веласкес сначала хотел было его повесить за это, но потом всё-таки воздержался.
Так, в начале 1519 года Альварес де Пинеда начал исследовать берег между Флоридой и Миссисипи. Этот регион он назвал Амихель. Затем Диего Веласкес, губернатор Кубы, послал ещё одну экспедицию на запад с целью пройти по следам Фернандеса де Кордова и Хуана Грихальвы. Это было поручено его собственному экс-секретарю, опытному эстремадурцу Эрнану Кортесу. Мало кто в Испании знал об экспедиции, а когда узнали, то не особо придали этому значения. Даже Лас Касас и не знал о ней, и не интересовался, что впоследствии оказалось ошибкой.
Впоследствии Веласкес стал считать главным своим противником Кортеса, полагая, что тот его предал. В 1524 году, Веласкес уговорил одного из лейтенантов Кортеса — Кристобаля де Олида, восстать против него в Гондурасе, из-за чего впоследствии Олид был убит сторонниками Кортеса.
Веласкес был женат на Марии де Куэльяр, однако этот брак был недолгим, потому что его супруга умерла через неделю после свадьбы.
Веласкес умер в ночь с 11 на 12 июня 1524 года в своем доме в Сантьяго-де-Куба, где и был погребён. После смерти оставил в наследство дом из 19 спален, 3000 свиней и 1000 голов крупного рогатого скота.
Был противником Эрнана Кортеса. Веласкес, согласно ЭСБЕ, «поручил молодому Фернанду Кортесу, который помог ему при взятии Гаваны, отправиться в поход для завоевания Мексики и дал ему средства для этой экспедиции; но скоро он раскаялся в своем выборе, ибо Кортес не только отказал ему в участии в выгодах экспедиции, но даже разбил его лейтенанта Памфила Нарваэса. В письме, адресованном в Мадрид, губернатор Кубы горько жаловался на поступки Кортеса; но на его жалобы не обратили внимания, и он потерял всякое политическое влияние».